# Pioneer Zephyr
Der Pioneer Zephyr, ursprünglich Burlington Zephyr, war einer der ersten Stromlinienzüge, die im Personenverkehr in den USA eingesetzt wurden. Sein futuristisches Design machte ihn zu einer Stilikone.

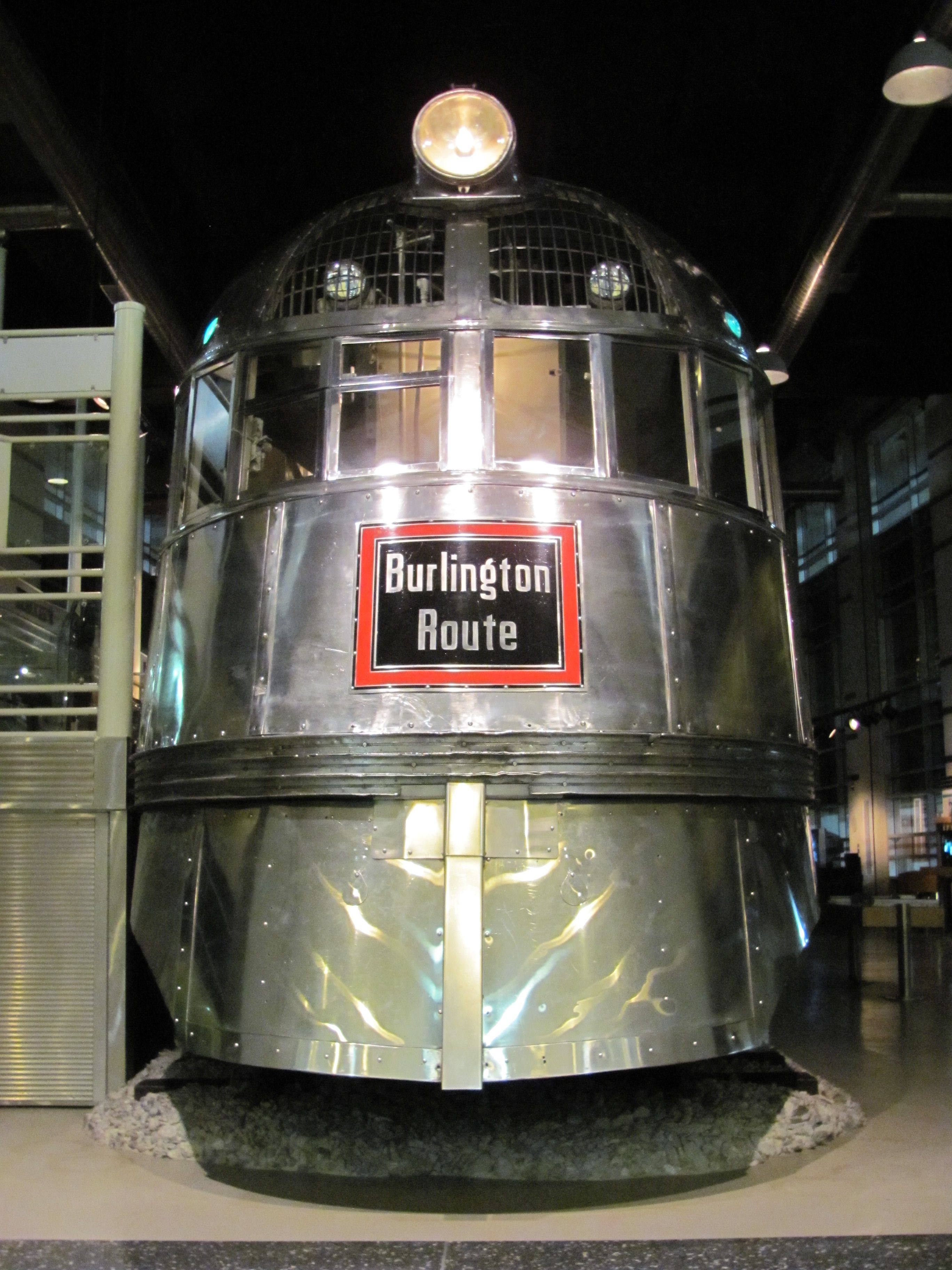
Führerstandsfront

## Name
Der Zug ist nach Zephyr, dem griechischen Gott des Westwindes, benannt. Ursprünglich nur Zephyr genannt, wurde er dann als Pioneer Zephyr der Öffentlichkeit vorgestellt und verkehrte anschließend kommerziell als Burlington Zephyr. Außer diesen offiziellen Bezeichnungen wurden die Triebzüge auch Silver Streak (Silberstreif) genannt.

## Technik
Der Pioneer Zephyr war ein Dieselgelenktriebwagen, der 1934 für die Chicago, Burlington and Quincy Railroad (CB&Q) von Budd gebaut wurde. Die Verbindungen der drei Wagenkästen des Triebwagens lagerten auf Jakobs-Drehgestellen. Die Aufbauten der Fahrzeuge waren weitestgehend in rostfreiem Stahl ausgeführt, der mittels Punktschweißen gefügt wurde. Die Einheit wurde als Einrichtungstriebzug mit nur einem Führerstand über dem Triebdrehgestell ausgelegt, sie musste deshalb an den Endbahnhöfen über Gleisdreiecke gewendet werden.
Der Antrieb erfolgte durch einen Achtzylinder-Dieselmotor von Winton 201-A, der einen Generator von General Electric antrieb, der die beiden Tatzlagermotoren des Triebdrehgestells mit Strom versorgte.
Der Triebzug gilt als einer der ersten Stromlinienzüge, die in den USA erfolgreich eingesetzt wurden. Seitens des Personals gab es aber auch Kritik an dem Fahrzeug. Da der Lokomotivführer seinen Arbeitsplatz hinter einer Glasfront an der Spitze des Zuges hatte, war er bei Zusammenstößen extrem gefährdet. Deshalb wurde bei späteren Entwürfen für Diesellokomotiven und -triebwagen der Platz des Lokführers im Fahrzeug höher und weiter nach hinten verlegt.

## Erste Einsätze
Nach der Auslieferung war der Zug 1934 zunächst eingesetzt, um für Reisen mit der CB&Q zu werben. Dazu zählte am 26. Mai 1934 auch ein Geschwindigkeitsrekord auf der Strecke zwischen Denver, Colorado, und Chicago. Der Zug legte die 1633 km lange Strecke in einer Tagesfahrt von 13 Stunden und 5 Minuten zurück, was einer Reisegeschwindigkeit von 124 km/h entspricht. Dabei wurde eine Spitzengeschwindigkeit von 181 km/h erreicht, was nur knapp unter der damaligen Rekordgeschwindigkeit für Landfahrzeuge in den USA lag. Diese Rekordfahrt war Auslöser für zwei Filmprojekte, in deren Mittelpunkt der Zug stand.

## Kommerzieller Verkehr
Ab dem 11. November 1934 wurde der Zug kommerziell eingesetzt und verkehrte dabei zwischen Kansas City, Omaha und Lincoln (Nebraska). Später wurde der Zug auch auf anderen Verbindungen eingesetzt, bis er 1960 aus dem Verkehr gezogen wurde. Anschließend wurde er dem Museum of Science and Industry in Chicago geschenkt. Dort sind heute ausgestellt:
- der Motorwagen, der den Führerstand, die Personaltoiletten und ein Postabteil enthält. Letzteres besaß einen Postfanghaken, mit dem Postsäcke, die in speziellen Gestellen aufgehängt wurden, während der Fahrt eingesammelt werden konnten;
- der Mittelwagen mit Gepäckabteil, Küche und einem kleinen Großraumabteil zweiter Klasse für Raucher;
- der End- und Kanzelwagen mit einem Großraumabteil zweiter Klasse, Toiletten für die Reisenden und einem Aussichtsabteil am Zugschluss für Reisende der ersten Klasse.

In dieser Ausführung wurde der Zug auf den Werbefahrten gezeigt und in dieser Zusammensetzung fand auch die Rekordfahrt zwischen Denver und Chicago statt. So konnte der Zug 84 Reisende befördern. Im kommerziellen Verkehr erhielt er weitere Wagen zugestellt, um die Zahl der Fahrgäste, die befördert werden konnten, zu erhöhen.